# A Festive Overture
A Festive Overture is een compositie voor harmonieorkest van de Amerikaanse componist Alfred Reed. Het werk is gecomponeerd in opdracht van het jaarlijkse Tri State Festival in Dickinson (North Dakota).
Het werk werd op cd opgenomen door de Koninklijke Militaire Kapel met de componist zelf als gastdirigent.